# Суахильское побережье

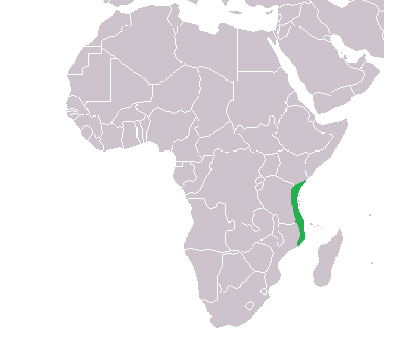
Суахильское побережье

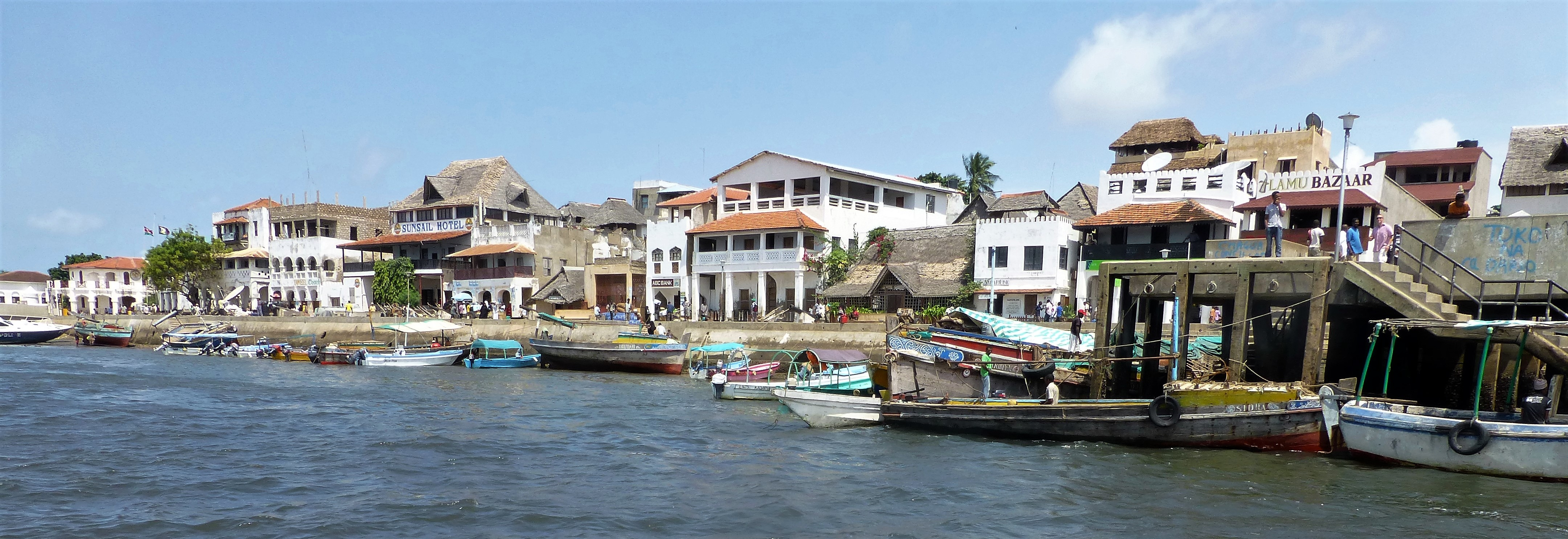
Вид с моря на город Ламу, Кения

Суахильское побережье — прибрежная полоса Индийского океана, расположенная на территории современных Кении, Танзании и Мозамбика. В этот объединённый общей историей этнокультурный регион Африки, где возникли этнос суахили и язык суахили, также входят архипелаг Занзибар и Коморские острова.

## История
Торговля между Аравийским полуостровом и восточноафриканским побережьем процветала ещё в доисламский период. Уже в VIII веке на побережье между Могадишо и Софалой появились арабские торговые фактории. Из-за междоусобиц на родине с VII века на южную часть восточноафриканского побережья стали переселяться целые арабские роды со своими старейшинами. В X веке Али ибн аль-Хасаном Ширази, персидским принцем из Шираза, был основан султанат Килва. 
Али ибн Хасан и его преемники налаживали связи с зависимыми от них местными правителями, что способствовало установлению контроля Килвы над торговлей всего побережья. Важную роль в торговле играла Софала, расположенная на юге побережья. Вторым по значению был остров Пемба, с которого удобно было контролировать фактории на севере побережья. К XII веку, особенно в годы правления Сулеймана ал-Хасана (1161—1179), султанат Килва, который арабы называли государством зинджей, достиг наивысшего расцвета. Килве подчинялось всё побережье со всеми близлежащими островами от Могадишо на севере до Софалы на юге. С восточноафриканского побережья вывозились железо, золото, драгоценные камни, слоновая кость, носорожьи рога, леопардовые шкуры, пальмовое масло, а туда ввозились ткани, оружие, топоры, сельскохозяйственный инвентарь, украшения, бисер, стекло, фарфор, продукты сельского хозяйства. В городах Килва, Софала, Малинди, Момбаса, Занзибар, Ламу, городе Пате на одноимённом острове арабские, персидские и индийские купцы породнились со знатью из местных народностей банту и образовали единую верхушку населения, говорившую на языке суахили. Периодически то один, то другой город восточноафриканского побережья занимал более или менее ведущее положение: в XIII веке — Килва, в XIV веке — Пате, в XV веке — Занзибар.

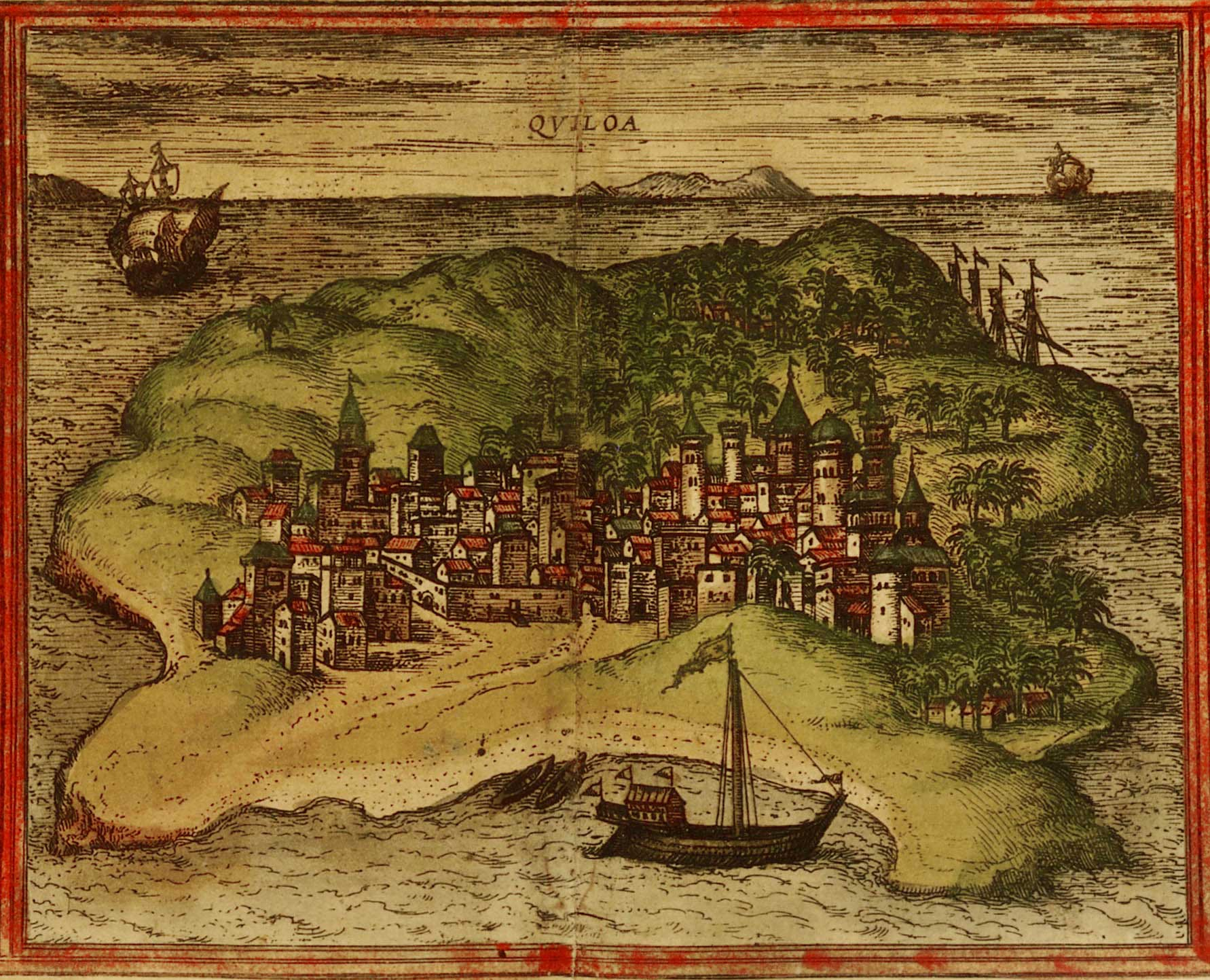
Вид города Килва на гравюре 1572 года

Начало закату султаната Килва положили междоусобные войны с набравшими силу другими городами, однако сокрушительный удар ему нанесли португальские завоеватели. Первая попытка подчинить Килву была предпринята в 1500 году во время плавания португальской флотилии под командованием Педру Кабрала в Индию, но лишь в 1505 город Килву захватил Франсишку ди Алмейда.
Португальцы господствовали на восточноафриканском побережье почти два века, но к 1698 году оманский султан Сайф I ибн Султан изгнал португальцев из Момбасы, Килвы, а также с Пембы и с Занзибара. К 1730 году оманцы изгнали оставшихся португальцев с побережья современной Кении и Танзании. Португальцы закрепились лишь южнее, на территории современного Мозамбика (Португальская Восточная Африка).

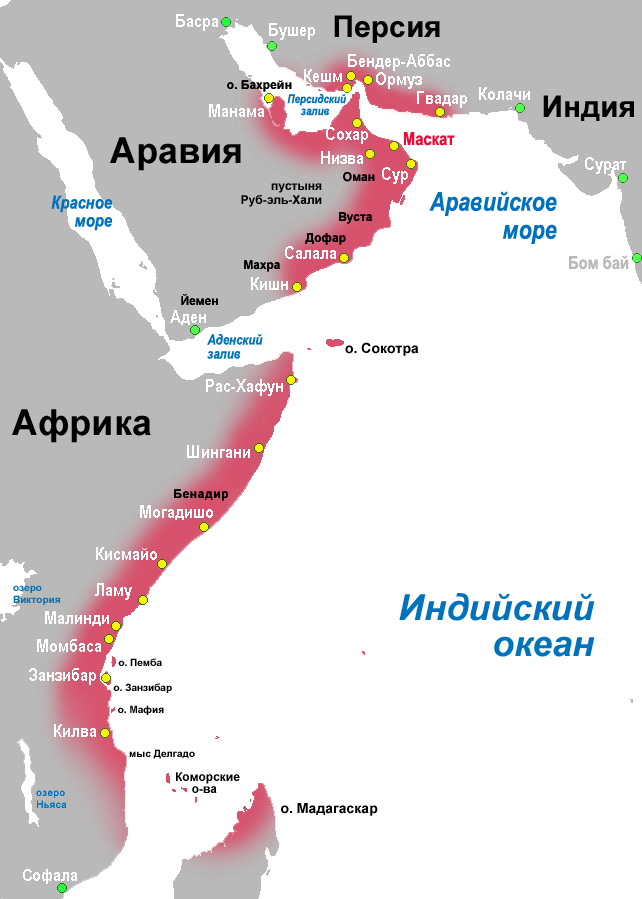
Султанат Маскат и Оман и его владения в 1856 году.
земли Оманской империи
основные города
фактории

Занзибар превратился в центр торговли рабами и слоновой костью. Были также устроены плантации гвоздики. Арабы разместили военные гарнизоны на островах Унгуджа и Пемба. Расцвет оманского правления пришёлся на властвование султана Сеида Саида, который в 1832 году перенёс свою столицу из Маската в Каменный город на Занзибаре. После его смерти в 1856 году развернулась борьба между его сыновьями за наследование. 6 апреля 1861 года Занзибар и Оман стали двумя независимыми султанатами. Шестой сын Сеида Саида, Маджид бин Саид, стал султаном Занзибара, а третий сын, Тувайни бин Саид — султаном Омана. Султанат Занзибар контролировал значительную часть побережья Восточной Африки. В 1860-х годах занзибарский купец и работорговец Типпу Тиб распространил свое влияние над богатым слоновой костью регионом Утетера, находящимся между реками Ломами и Луалаба. В 1880-е годы земли, подконтрольные Типпу Тибу, вошли в состав Свободного государства Конго. 
К середине 1880-х годов Занзибарский султанат оказался в сфере влияния Британской империи, хотя формального протектората не было установлено. Когда Германия приобрела владения во внутренних районах Восточной Африки, то и её представители заключили с султаном Занзибара договор об аренде прибрежной полосы. С 1888 года полоса от реки Рувума до реки Джубба управлялась Германской Восточноафриканской компанией, а на север от Джубы, равно как и гавани и острова на севере от реки Тана, — Британской Восточноафриканской компанией (БВАК). В 1890 году был заключён так называемый Занзибарский договор: Великобритания установила протекторат над султанатом Занзибар, а Германия за 4 миллиона марок купила у султана его права на арендованное ею ранее побережье, где была образована колония Германская Восточная Африка.
Когда БВАК оказалась на грани банкротства, британское правительство в 1894 году прекратило её деятельность и объявило протекторат над Восточной Африкой.
27 августа 1896 года в результате так называемой англо-занзибарской войны, известной как самая короткая война в мировой истории (по книге рекордов Гиннесса), султан Халид ибн Баргаш был изгнан, а на трон был поставлен угодный британцам правитель.
В первой половине XX века на Занзибаре установился марионеточный султанский режим, полностью подконтрольный Великобритании, однако формально Занзибарский султанат оставался полусамостоятельным государственным образованием. Германская Восточная Африка после Первой мировой войны перешла под власть Великобритании и была переименована в Танганьику. В 1920 году Кения была объявлена отдельной колонией Великобритании.
9 декабря 1961 года Великобритания предоставила независимость Танганьике, а 10 декабря 1963 года — Занзибару, оставшемуся султанатом. Кения получила независимость 12 декабря 1963 года. Однако уже 12 января 1964 года на Занзибаре началось восстание, власть султана была свергнута и 26 апреля 1964 года руководство Республики Танганьика и Народной Республики Занзибара и Пембы объявили о создании Объединённой Республики Танганьики и Занзибара, которая с 29 октября 1964 года стала называться Танзания.
Португальская Восточная Африка получила независимость лишь в 1975 году, когда была образована Республика Мозамбик.

## Культура

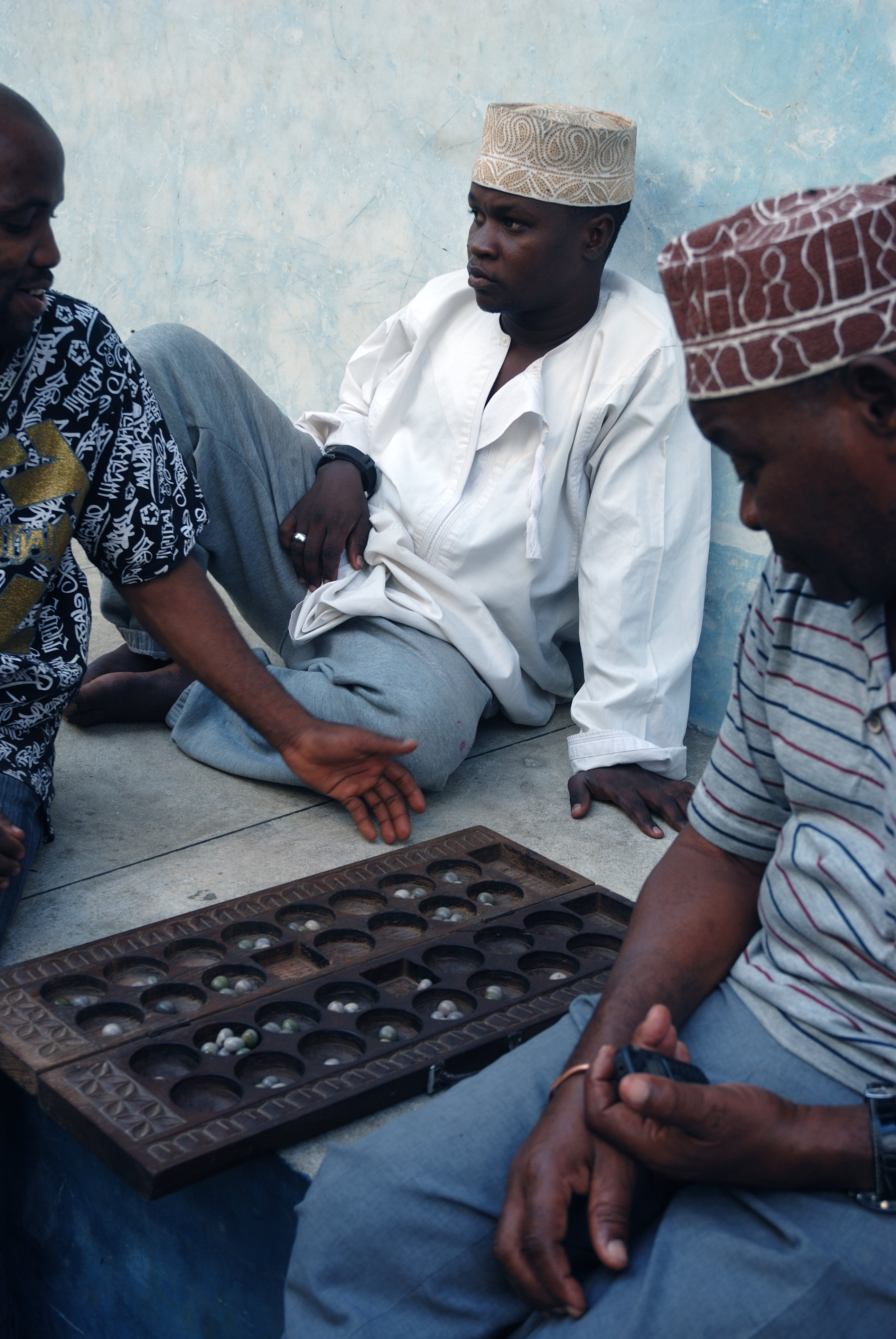
Игроки в манкалу (бао) в Каменном городе Занзибара, Танзания

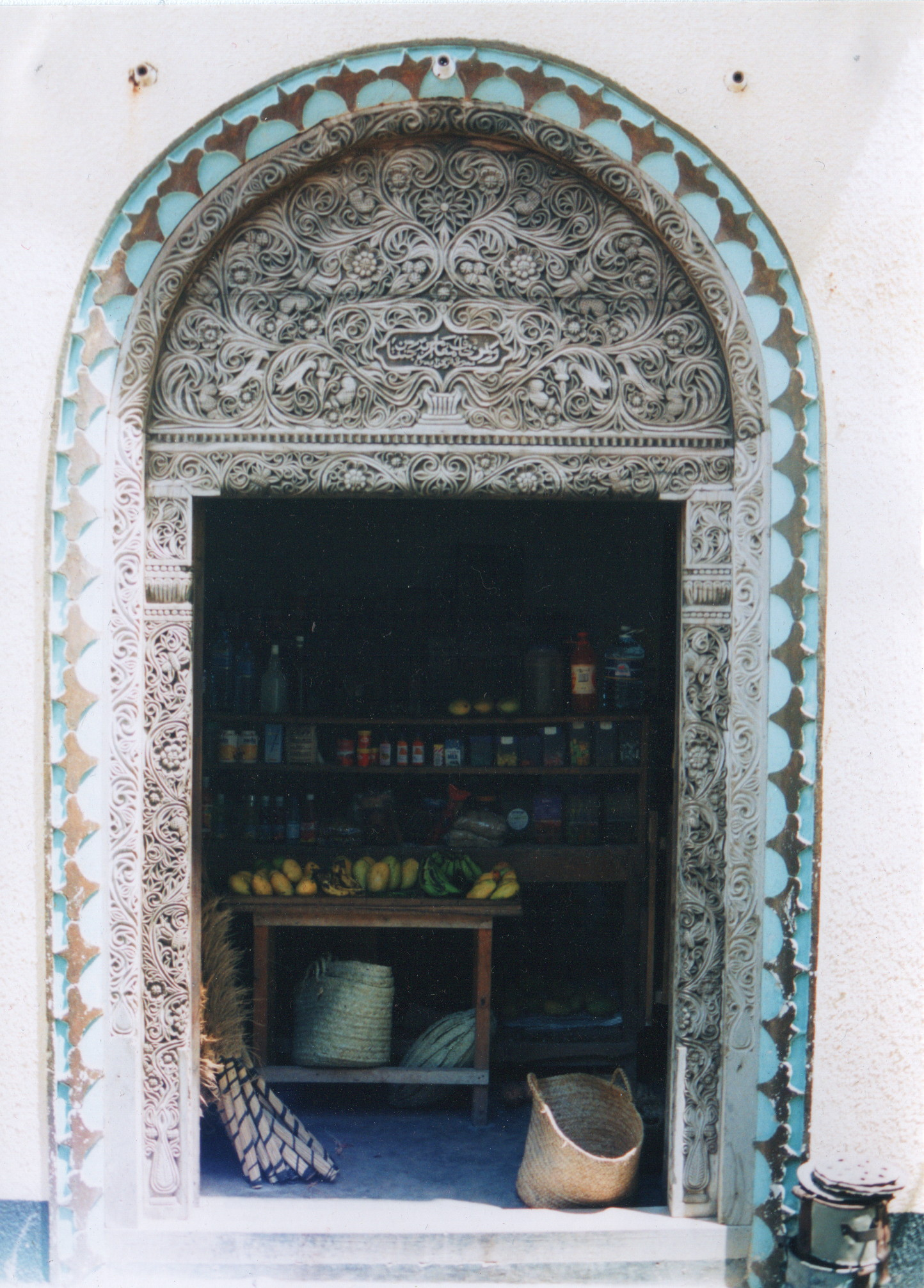
Резной дверной проем в городе Ламу, Кения

Взаимодействие с разными культурами оказало влияние на культуру суахильского побережья, включая мебель, кухню, архитектуру. В искусстве суахили редко изображают живых существ, так как это запрещено исламом, а предпочитают геометрические мотивы. Наиболее типичным музыкальным жанром суахили является таараб (или тарабу). Эти песни исполняются на языке суахили, но их мелодии и оркестровка имеют арабские и индийские корни.
Первые литературные произведения на суахили датируются началом XVIII века, когда вся литература на суахили была написана арабским письмом. Литература на суахили подразделяется на три жанра: ривея (роман), тамтилия (драма/пьеса) и ушайри (поэзия).

## Архитектура
Определяющим элементом архитектуры суахили является широкое использование известняка, а для строительства крыш использовались мангровые деревянные столбы. Для архитектуры суахили характерен тщательно проработанный орнамент дверных проемов. Внутри типичный дом суахили проектировался вокруг центрального внутреннего двора.